# ريكاردو ألفاريز غابرييل
 ريكاردو غابرييل الفاريز  (بالإسبانية: Ricky Álvarez)‏ (من مواليد 12 أبريل 1988)، هو لاعب كرة قدم أرجنتيني ويلعب حالياً لنادي فيليز سارسفيلد. وهو لاعب خط وسط هجومي.

## مسيرة الاندية

### بداية حياته المهنية

#### فيليز سارسفيلد 2008-2011
لعب ألفاريز مباراته الأولى مع فيليز سارسفيلد في عام 2008. أول ظهور له بعد أن عانى من اصابة في اربطة الركبة الصليبي تعثرت من تقدمه في الفريق الأول.
وجاء أخيرا في الدوري الأرجنتيني عام 2010 في كأس ليبرتادوريس، لعب في الغالب مع البدائل. سجل الهدف الأول في المباراة التي خسرها 1-2 على ريفر بليت في ملعب ستاد أنتونيو فيسبوكيو ليبرتي وحصل على بطاقته الحمراء الأولى من المباراة التي خسرها فيليز '1-3 لسباق، لاعتراضه على بطاقة صفراء.
خلال النصف الأول من عام 2011، حصل على إعجاب الكثيرين من وسائل الاعلام في الدوري ومباريات كأس ليبرتادوريس ". كما أنه أظهر براعة بطريقة اللعب في جميع مراكز خط الوسط وساعد فريقه في الفوز في الدوري الأرجنتيني عام 2011 والوصول إلى الدور نصف النهائي من كأس ليبرتادوريس.

#### إنتر 2011
في 5 تموز 2011، انضم ألفاريز إلى انتر ميلان مقابل 11,75 € مليون يورو، لعب لأول مرة رسميا للنادي في المباراة التي خسرها في كأس السوبر الإيطالية العام 2011 من نادي ميلان الإيطالي.